# USA:s självständighetsförklaring
USA:s självständighetsförklaring (ibland: oavhängighetsförklaring) (engelska: United States Declaration of Independence), formellt Den enhälliga deklarationen av Amerikas tretton förenta stater (engelska: The Unanimous Declaration of the thirteen United States of America), ratificerades av kontinentala kongressen den 4 juli 1776. Där förklarar de 13 nordamerikanska kolonierna sig själva fristående från Storbritannien. I dokumentet anges även skälen till varför man har rätt att göra så. Alla de 13 kolonierna är nu självständiga och behöver inte betala skatt till britterna.

## Tillkomst

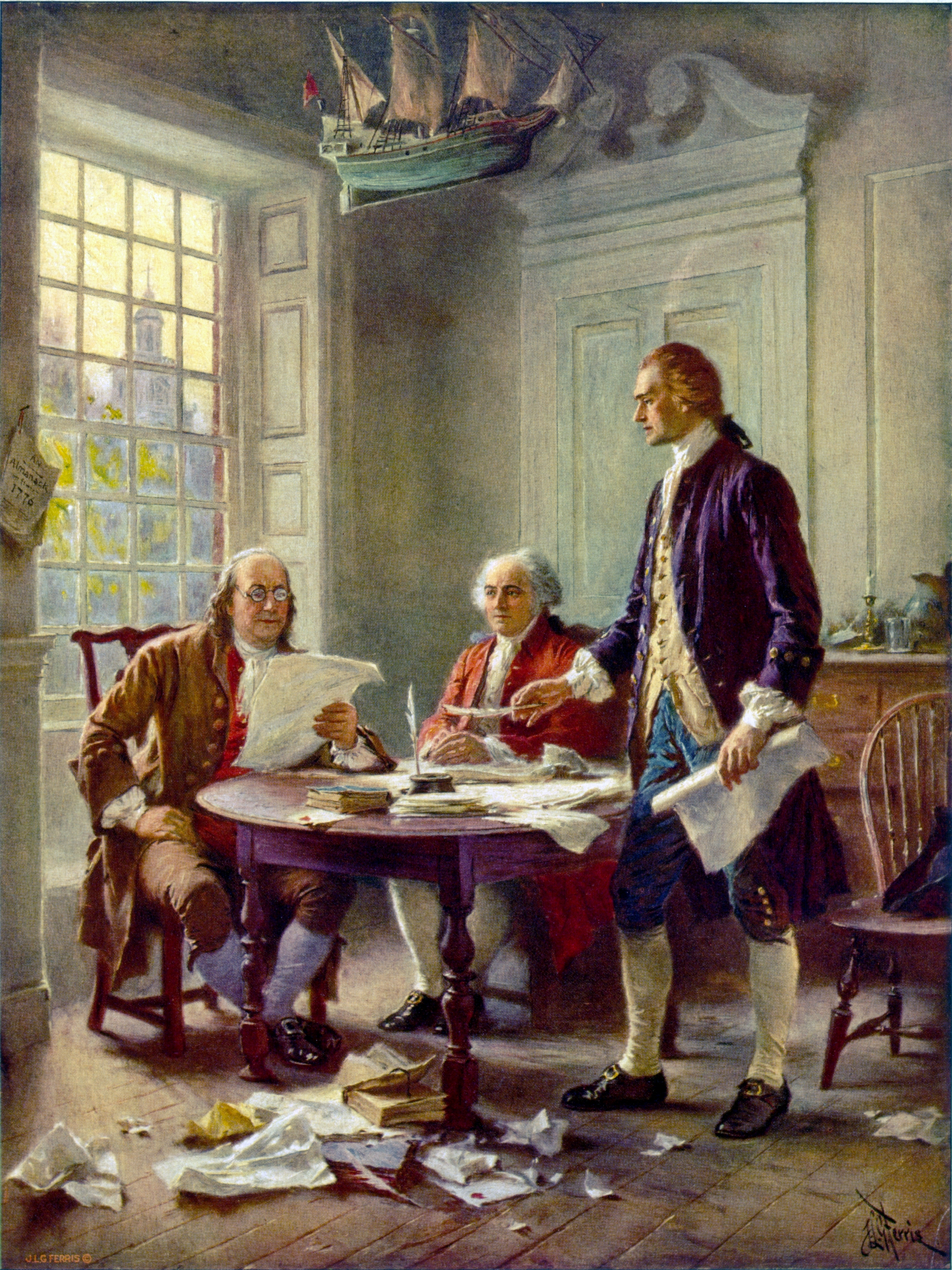
Sammanträde i kontinentalkongressens utskott för författande av en oavhängighetsförklaring. Från vänster till höger: Benjamin Franklin, John Adams och Thomas Jefferson.

Den andra kontinentalkongressen gav tre av sina medlemmar i uppdrag att författa en självständighetsförklaring. Det var Benjamin Franklin, John Adams och Thomas Jefferson. Utkastet till Självständighetsförklaringen författades till största delen av Jefferson, USA:s blivande tredje president. Jefferson inspirerades av den engelske filosofen och samhällskritikern John Locke och vissa delar är nästan ordagrant John Lockes egna ord. John Adams kom med vissa påpekanden, men de största ändringarna gjordes av kontinentalkongressen själv, som tog bort två tredjedelar av argumenten för en självständighet, nämligen de där Jefferson angrep det engelska parlamentet och det engelska folket. Kvar blev endast angreppen mot Georg III.

## Innehåll
I dokumentets inledning står att alla människor har skapats lika med okränkbara (oförytterliga) rättigheter. Bland dessa rättigheter är rätten till liv, frihet och strävan efter lycka ("life, liberty and the pursuit of happiness").

## Mottagande
Självständighetsförklaringen lästes upp för allmänheten för första gången den 8 juli 1776, utanför Independence Hall i Philadelphia, Pennsylvania. Då hissades också den allra första amerikanska flaggan, enligt muntlig tradition sydd av Betsy Ross. Självständighetsförklaringen har kommit att stå som symbol för de principer som det amerikanska samhället ska bygga på. Den 4 juli är USA:s nationaldag. Dokumentet bevaras genom National Archives and Records Administration och kan beskådas i National Archives Building i Washington, D.C.